# らくらくスマートフォン
docomo らくらくホン シリーズ らくらくスマートフォン F-12D（ドコモ らくらくホンシリーズ らくらくスマートフォン エフじゅうにディー）は、富士通によって開発された、NTTドコモの第3世代移動通信システム（FOMA）端末である。docomo らくらくホン シリーズのひとつ。
型番の「F-12D」の読みは、「エフいちにディー」ではなく「エフじゅうにディー」である。

## 概要
スマートフォン市場の急速な拡大によりらくらくホンシリーズのメインユーザーであるシニア層でもスマートフォンの利用志向が高くなっていることを受け、らくらくホンシリーズの技術を生かし、長期間にわたる市場調査を踏まえたうえで、「らくらくホン」シリーズ初のAndroid搭載スマートフォンとして開発されたモデルで、富士通のスマートフォンブランドARROWSシリーズのdocomo with series ARROWS Me F-11Dをベースに、ディスプレイサイズを若干大型化し（3.7インチ→4.0インチ）、有効画素数を向上させた（約500万画素→約810万画素）端末である（いずれも、F-11D→本機）。正確には本機もARROWSシリーズではある（ARROWSシリーズのウェブサイトにも掲載されている）が、他のARROWSブランドを冠さない機種と比べるとらくらくホンのカラーが強く、ARROWSのカラーが薄くなっている。
約4.0型のタッチパネルには新構造の「らくらくタッチパネル」を採用。指が触れているときはアイコンの色が変わって選択していることが分かり、この状態で押し込むと振動が指先に伝わり、ボタンのように押した操作感が得られるので、画面をなぞるスクロール操作と区別でき、誤操作のない確実なタッチ操作を実現。さらに、誤動作や誤入力を防ぐ工夫として、本体を握る手や指が画面の端にかかってしまっても動作しない「うっかりタッチサポート」と片手で入力するときに押したい箇所を自動補正して入力ミスを少なくする「おまかせタッチ」を搭載している。
UIはドコモ共通のdocomo Palette UIや富士通独自のNX! comfort UIではなく、独自の大きなボタンを採用したUIを採用。頻度の高い通話・メール・電話帳はメニュー画面の一番上に配置されており、ワンタッチダイヤルも配置。操作に迷わないように、本体正面のハードキーは「ホームボタン」1つのみとなっており、通話を終える時もこのボタンで操作できる。アプリを利用していてもホームボタンを押すと終了するため本機の「ホームボタン」は、Androidの「ホームキー」「戻るキー」やiPhoneの「ホームキー」というよりはむしろフィーチャーフォンの「終話キー」に近い。また、事前の設定によりらくらくホンシリーズと同じメニュー画面を表示させることができる。ブラウザも本モデル用に「戻る」「進む」ボタンを配置し、サブメニューを明瞭化した専用仕様としており、スマートフォン向け専用サイト「dメニュー」も大きな文字やアイコンを採用し、シンプルで分かりやすいメニュー構成とした「らくらくスマートフォン向けdメニュー」となる。
また、「ゆっくりボイス」・「スーパーはっきりボイス3」など聞き取りやすさを追求した基本機能には新たに送信音声から反響音を削除することで音が反響する場所でも聞き取りやすくする「響（ひびき）カット」を追加。さらに、ARROWSシリーズで採用している、傾きと揺れから手に持っているかどうかを検知し、持っている時は画面を常時点灯する「持ってる間ON」も搭載された。
メール機能は「らくらくホン7」や「らくらくホンベーシック3」で採用済の「かんたんデコメ」に加え、メール文書に書き慣れていない方にも対応するため、例文等が豊富に用意されている。カメラ機能は「らくらくホン7」で採用済みの映像エンジン「Milbeaut Mobile（ミルビューモバイル）」に加え、裏面照射型CMOSセンサー「Exmor（エクスモア）R for mobile」を搭載し、微妙な質感や細部まで美しく再現できるほか、フォーカスをあてたい場所にタッチするだけでピントを合わせてシャッターが切れる「タッチシャッター」を新たに採用した。
防水（IPX5/IPX8）・防塵（IP5X）に対応するほか、本体には耐摩耗性に優れた「ウルトラタフガード」を施したことで、塗装剥がれが少なく、傷に強いので美しさが長持ち。ディスプレイ表面には特殊表面処理を施したことで指紋が付きにくく、汚れにくい「サラサラコートディスプレイ」を採用した。
なお本機では、一般的なAndroidスマートフォンでは初期設定時に取得するGoogleアカウントを利用しない（Googleアカウントの設定画面自体が無い）ため、Google Playからアプリをダウンロードすることができず、GmailなどGoogle社提供のアプリは利用できない。「しゃべってコンシェル」等の一部のアプリは「dメニュー」からダウンロードすることができる。また、パケット通信料定額サービスである「パケ・ホーダイ」は本端末向けに既存の完全定額制「パケ・ホーダイ フラット」をベースに定額料を割安に設定した「らくらくパケ・ホーダイ」が提供される。また、2014年6月からは、音声通話定額制の基本プラン「カケホーダイプラン」に対応したパケットパックとして、本端末向けに「らくらくパック」が新たに提供されている。
2013年6月にはフランスのOrange社（旧・フランステレコム社）を通じて、本機種をベースにした「STYLISTIC S01」が発売された。カラーはブラックのみである。
スマホの使い方アドバイスや専用コミュニティーサイトなどのサービスをセット売りにする。

## 搭載アプリ
- 歩数計 ～からだライフ～
- らくらく写真宅配便
- 俳句・写真くらぶ
- NHKネットラジオ
- radiko.jp
- ゲーム（ナンバープレイス・ソリティア・麻雀・将棋）
- らくらく♪落語
- ドコモ地図ナビ
- らでぃっしゅぼーや

## 主な機能
| 主な対応サービス                                 | 主な対応サービス                         | 主な対応サービス                       | 主な対応サービス                              |
| ------------------------------------------------ | ---------------------------------------- | -------------------------------------- | --------------------------------------------- |
| タッチパネル／加速度センサー                     | Xi／FOMAハイスピード                     | Bluetooth                              | DCMX／おサイフケータイ／赤外線／トルカ        |
| ワンセグ／モバキャス                             | メロディコール                           | テザリング                             | WiFi IEEE802.11b/g/n                          |
| GPS                                              | spモード／電話帳バックアップ             | デコメール／デコメ絵文字／デコメアニメ | iチャネル                                     |
| エリアメール／ソフトウェアーアップデート自動更新 | デジタルオーディオプレーヤー(WMA)(MP3他) | GSM／3Gローミング（WORLD WING）        | フルブラウザ／Flash Player                    |
| Google Play／dメニュー／dマーケット              | Gmail／Google Talk／YouTube／Picasa      | バーコードリーダ／名刺リーダ           | ドコモ地図ナビ／Google Maps／ストリートビュー |

おサイフケータイはモバイルSuica非対応。

## 歴史
- 2012年5月16日 - NTTドコモより発表。
- 2012年7月20日 - 事前予約開始。
- 2012年8月1日 - 発売開始[7]。
- 2013年2月19日 - フランスのフランステレコム向けにFujitsu STYLISTIC S01として供給する事を発表[8]。

## 不具合
2012年8月27日に以下の不具合の修正がソフトウェアアップデートによって行われた。
- 携帯電話（本体）の電源をOFF／ONすると、待受画面のiチャネルおよび時計が正しく表示されない場合ある。

2012年11月28日に機能バージョンアップがソフトウェアアップデートによって行われた。
- 機能バージョンアップの内容
  - イマドコサーチのワンタッチブザー検索に対応。
- 不具合修正
  - 公共モードを設定した状態で充電すると、充電完了後もまれに充電ランプが点灯し続ける場合がある。

2012年12月17日に以下の不具合の修正がソフトウェアアップデートによって行われた。
- 端末本体のタッチパネルが正しく操作できない場合がある。

2013年5月13日に以下の不具合の修正がソフトウェアアップデートによって行われた。
- 目覚ましアプリのスヌーズ機能がまれに正しく動作しない場合がある。

2013年8月12日に以下の不具合の修正がソフトウェアアップデートによって行われた。
- 携帯電話（本体）が画面OFF状態で、電源ボタンなどで画面ON後、まれにタッチパネルが反応しない場合がある。
- ビルド番号がV15R28C、V18R30C、V27R33E、V28R34B、V30R35BからV31R36Bになる。